# Rudolf III van Saksen
Rudolf III van Saksen (Wittenberg, circa 1373 - 11 juni 1419) was van 1388 tot aan zijn dood hertog van Saksen-Wittenberg en keurvorst van Saksen. Hij behoorde tot het huis Ascaniërs.

## Levensloop
Rudolf III was de oudste zoon van hertog Wenceslaus I van Saksen-Wittenberg en Cecilia, dochter van Francesco I da Carrara, heer van Padua.  
Na het overlijden van zijn vader werd hij in 1388 hertog van Saksen-Wittenberg en keurvorst van Saksen. Hij had in deze functie een jarenlang dispuut met het aartsbisdom Maagdenburg. Ook schonk Rudolf talrijke giften aan de Allerheiligenkerk van Wittenberg. 
Net als zijn vader was Rudolf III een loyale aanhanger van het huis Luxemburg. Om deze reden stuurde keizer Sigismund hem in 1419 naar Bohemen, waar hij de Hussietenopstand moest onderdrukken die na de Eerste Praagse Defenestratie was ontstaan. Rudolf stierf echter op weg naar Praag, mogelijk nadat hij werd vergiftigd.
Rudolf werd bijgezet in het Franciscanenklooster van Wittenberg. In de 19e eeuw werd zijn kist overgebracht naar de crypte van de Allerheiligenkerk van Wittenberg, om tijdens de Tweede Wereldoorlog overgeplaatst te worden naar het familiegraf van de Ascaniërs. Omdat hij zonder mannelijke nakomelingen stierf, werd hij opgevolgd door zijn jongere broer Albrecht III.

## Huwelijken en nakomelingen
Tussen 1387 en 1389 huwde Rudolf met Anna (overleden in 1395), dochter van landgraaf Balthasar van Thüringen. In maart 1396 huwde hij met zijn tweede echtgenote Barbara (overleden in 1435), dochter van hertog Ruprecht I van Liegnitz. Uit zijn twee huwelijken kreeg hij vijf kinderen:
- Scholastica (1393-1463), huwde rond 1405 met hertog Jan I van Żagań
- Rudolf (overleden in 1406)
- Wenceslaus (overleden in 1407)
- Sigismund (overleden in 1407)
- Barbara (1405-1465), huwde in 1416 met markgraaf Johan van Brandenburg-Kulmbach

## Voorouders
| Voorouders van Rudolf III van Saksen-Wittenberg (1373-1419) | Voorouders van Rudolf III van Saksen-Wittenberg (1373-1419)         | Voorouders van Rudolf III van Saksen-Wittenberg (1373-1419)         | Voorouders van Rudolf III van Saksen-Wittenberg (1373-1419)    | Voorouders van Rudolf III van Saksen-Wittenberg (1373-1419)    | Voorouders van Rudolf III van Saksen-Wittenberg (1373-1419)    | Voorouders van Rudolf III van Saksen-Wittenberg (1373-1419)    | Voorouders van Rudolf III van Saksen-Wittenberg (1373-1419)    | Voorouders van Rudolf III van Saksen-Wittenberg (1373-1419)    |
| ----------------------------------------------------------- | ------------------------------------------------------------------- | ------------------------------------------------------------------- | -------------------------------------------------------------- | -------------------------------------------------------------- | -------------------------------------------------------------- | -------------------------------------------------------------- | -------------------------------------------------------------- | -------------------------------------------------------------- |
| Overgrootouders                                             | Albrecht II van Saksen (1250-1298) ∞ Agnes van Habsburg (1257-1322) | Albrecht II van Saksen (1250-1298) ∞ Agnes van Habsburg (1257-1322) | Ulrich I van Lindau-Ruppin (-) ∞ ? (-)                         | Ulrich I van Lindau-Ruppin (-) ∞ ? (-)                         | Jacopo II da Carrara (–1350) ∞ ? (-)                           | Jacopo II da Carrara (–1350) ∞ ? (-)                           | ? (–) ∞ ? (-)                                                  | ? (–) ∞ ? (-)                                                  |
| Grootouders                                                 | Rudolf I van Saksen (1284-1356) ∞ Agnes van Lindau (-1343)          | Rudolf I van Saksen (1284-1356) ∞ Agnes van Lindau (-1343)          | Rudolf I van Saksen (1284-1356) ∞ Agnes van Lindau (-1343)     | Rudolf I van Saksen (1284-1356) ∞ Agnes van Lindau (-1343)     | Francesco I da Carrara (1325-1393) ∞ Fina Buzzaccarini (-)     | Francesco I da Carrara (1325-1393) ∞ Fina Buzzaccarini (-)     | Francesco I da Carrara (1325-1393) ∞ Fina Buzzaccarini (-)     | Francesco I da Carrara (1325-1393) ∞ Fina Buzzaccarini (-)     |
| Ouders                                                      | Wenceslaus van Saksen (1337-1388) ∞ Cecilia da Carrara (-1435)      | Wenceslaus van Saksen (1337-1388) ∞ Cecilia da Carrara (-1435)      | Wenceslaus van Saksen (1337-1388) ∞ Cecilia da Carrara (-1435) | Wenceslaus van Saksen (1337-1388) ∞ Cecilia da Carrara (-1435) | Wenceslaus van Saksen (1337-1388) ∞ Cecilia da Carrara (-1435) | Wenceslaus van Saksen (1337-1388) ∞ Cecilia da Carrara (-1435) | Wenceslaus van Saksen (1337-1388) ∞ Cecilia da Carrara (-1435) | Wenceslaus van Saksen (1337-1388) ∞ Cecilia da Carrara (-1435) |